# Corrent de l’Atlàntic Nord
El Corrent de l'Atlàntic Nord és un poderós corrent oceànic calent que continua el Corrent del Golf. A l'oest d'Irlanda es divideix en dos. Una branca (el Corrent de les canàries) va cap al sud mentre que l'altra continua al nord junt les costes del nord-oest d'Europa. Es creu que té una gran influència en el clima però una minoria opina que no és així. Altres branques inclouen el corrent Irminger i el corrent noruec. Conduït per la circulació termohalina el corrent de l'Àtlàntic Nord sovint es considera part del Corrent del Golf de la costa est de Nord-amèrica fins a l'oceà Artic.
Se sospita que l'escalfament global pot tenir un efecte significatiu sobre aquest corrent.